# Mäulesmühle
Die Mäulesmühle ist die dritte der elf Mühlen im sogenannten Siebenmühlental. Sie ist ein Wohnplatz des Stadtteils Musberg von Leinfelden-Echterdingen im baden-württembergischen Landkreis Esslingen.

## Lage
Die Mäulesmühle liegt auf etwas unter 390 m ü. NHN in einem kurzen südlichen Gebietsschlauch des Stadtteils Musberg ins Siebenmühlental hinab, das ab hier von Waldhöhen beiderseits begleitet ist. Sie liegt am Ostufer des das Tal durchfließenden Reichenbachs, dem hier an einem Laufknick nach Süden der Weilerwaldgraben von links und Norden her zuläuft. Die K 1227 durchs Tal erschließt den Ort und führt von Musberg über später die L 1208 nach Steinenbronn im angrenzenden Landkreis Böblingen. Die Ortsmitte des Dorfes Musberg liegt etwa einen Kilometer im Nordwesten, die von Leinfelden etwa anderthalb Kilometer im Nordosten und die der Gemeinde Steinenbronn ist nicht ganz drei Kilometer südlich entfernt (jeweils in Luftlinie).
Naturräumlich gesehen liegt die Mäulesmühle an der Grenze zwischen dem südlichen Glemswald und dem nördlichen Schönbuch.

## Geschichte und Beschreibung

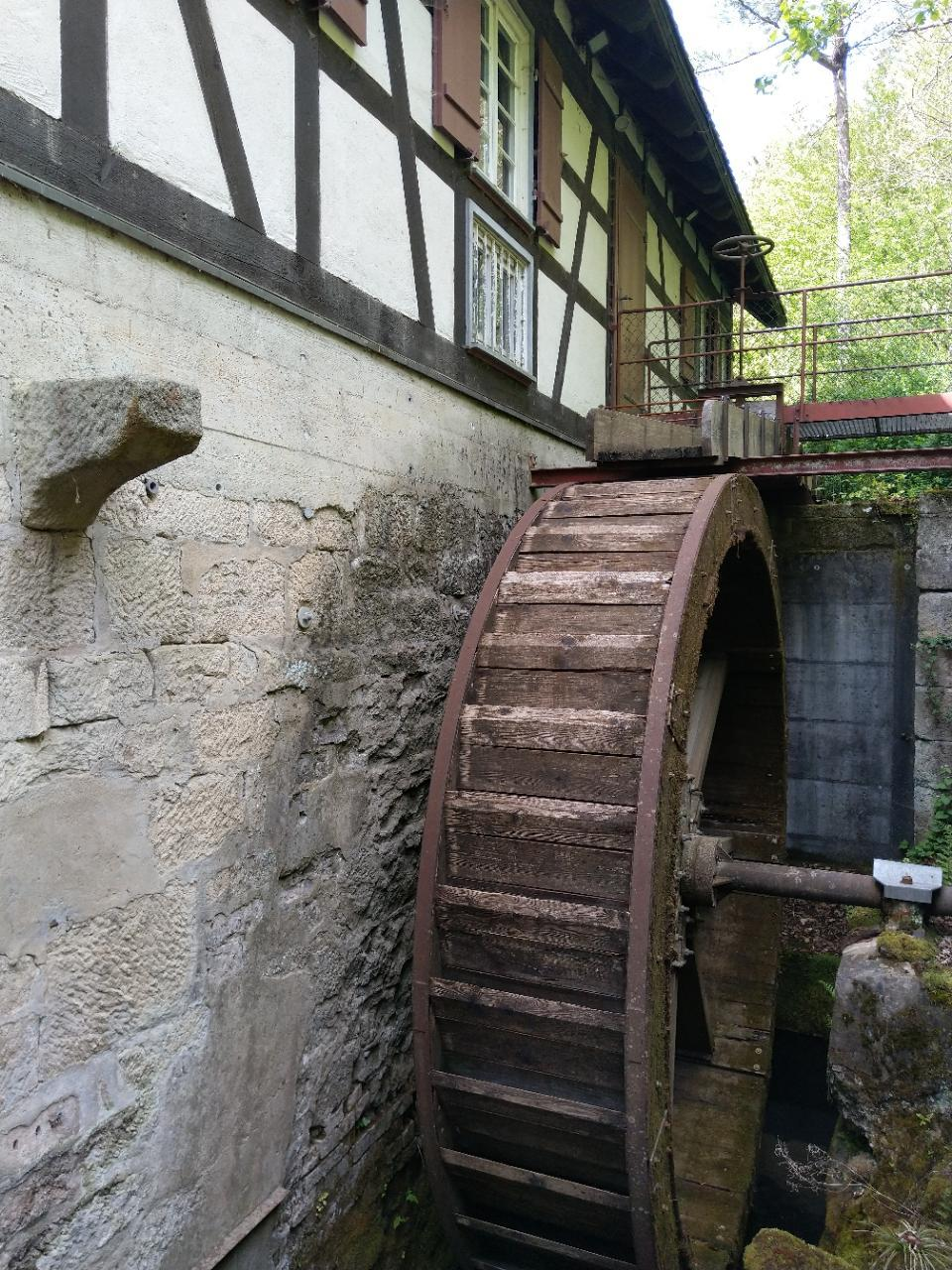
Mühlrad der Mäulesmühle

Die erste Erwähnung der Mäulesmühle datiert aus dem Jahr 1383. 1819 wurde das heute zu besichtigende zweistöckige Fachwerkhaus erbaut. Der Mühlbetrieb der Wassermühle wurde 1945 eingestellt. Der Name geht auf den der Familie Maylen zurück, die im 17. und 18. Jahrhundert die Mühle betrieb; die Bezeichnung Maylens Mühle wandelte sich im Laufe der Zeit zu Mäulesmühle.
Die Mäulesmühle ist in Besitz der Stadt Leinfelden-Echterdingen. Sie beherbergt heute das „Optimal“ Bio-Restaurant und das Mühlenmuseum. Letzteres ist von Samstag bis Dienstag von 14 bis 18 Uhr und nach Vereinbarung geöffnet. Jeden Sonntag um 17 Uhr werden das denkmalgeschützte Mühlrad und das Mahlwerk in Betrieb genommen.
In der von Albin Braig geleiteten Komede-Scheuer wurde in der zur Mühle gehörenden Scheune schwäbisches Mundarttheater aufgeführt, das auch regelmäßig im SWR Fernsehen zu sehen ist. 1985 war hier die Geburtsstunde der Sketchreihe Hannes und der Bürgermeister. Ab 2019 wurde die SWR-Produktion Freunde in der Mäulesmühle aufgezeichnet. Im Mai 2023 endete das Engagement von Braig in der Mäulesmühle. Seitdem wird die Mäulesmühle von der Stadt Leinfelden-Echterdingen für Kulturangebote genutzt.
Seit 1975 führt die Arbeiterwohlfahrt Leinfelden-Echterdingen in den Sommerferien rund um die Mühle und in der Komede-Scheuer die Stadtranderholung Waldheim Mäulesmühle durch. An jedem 1. Mai und an Himmelfahrt (Vatertag) veranstaltet der Musikverein Stadtkapelle Leinfelden in der Mäulesmühle die Maihocketse Mühlentrubel.
Von der Firma Faller gibt es einen Modellbausatz der Mäulesmühle im Maßstab 1:87.